# 斎藤幸乃
斎藤 幸乃（さいとう ゆきの、1987年3月31日 - ）は、日本の女優、タレント、モデル。東京都出身。血液型はA型。旧所属事務所はレヴィプロダクションズ（現・レプロエンタテインメント）ジェイクラス、ネイムマネジメント（TES COMPANY）。

## 来歴
1999年、雑誌「nicola」ジュニア賞・読者モデルに選出され、雑誌「ブリオ」創刊号のCMに出演。
雑誌「セブンティーン」などでローティーンモデルとして活躍。
エリートモデルルック2004日本大会ファイナリスト。
2007年4月 - 6月に放送のテレビ朝日のドラマ『ティッシュ』で連ドラ主演女優デビュー。
特技はヴァイオリン、ダンス（モダン、ヒップホップ）。

## 出演

### テレビドラマ
- ティッシュ（2005年4月 - 6月、テレビ朝日） - 佐伯ちあさ 役
- 松本清張スペシャル 殺人行おくのほそ道（2007年12月7日、フジテレビ） - レポーター 役

### CM
- 雑誌「ブリオ」創刊号（1999年）

### 雑誌
- nicola
- セブンティーン